# Truth Is – What Is
Truth Is – What Is ist das Debütalbum der niederländischen Thrash-Metal-Band Sacrosanct. Es wurde 1990 von No Remorse Records veröffentlicht und vertrieben über Virgin Records. 2018 erfolgte eine remasterte Wiederveröffentlichung durch Vic Records (CD) sowie Lusitanian Music (LP).

## Entstehung

### Vorgeschichte
Gitarrist Randy Meinhard und Schlagzeuger Marco Foddis gründeten Sachrosanct 1988. Zuvor hatten beide Pestilence nach deren Debüt Malleus Maleficarum verlassen. Bald darauf wurde die Band durch Sänger Michael „Mike“ Lucarelli, Milan Nyitrai (Bass) und Michael Cerrone (Gitarre) komplettiert. In dieser Formation entstand 1989 ein Demo namens The die is cast. Die Aufnahme enthielt drei Songs, die für das spätere Album erneut aufgenommen wurden: The Sickened Thrill, Disputed Death sowie Injured, das ursprünglich nur auf der CD-Version veröffentlicht worden war. Ferner enthielt die Kassette einen Song namens Prophecies, der wie die anderen drei Aufnahmen erst bei der Wiederveröffentlichung 2018 einem breiteren Publikum präsentiert wurde.
Foddis stieg jedoch schon bald wieder aus und wurde durch Ronny Scholten ersetzt. Für Milan Nyitrai wiederum stieß Remco Nijkamp zur Gruppe. In dieser Besetzung entstand 1990 Truth Is – What Is.

### Produktion
Aufgenommen wurde das Album unter Anleitung von Stefan Josefus in dessen Wittener Studio, in dem er zuvor zahlreiche Alben seiner eigenen Band Franz K.  sowie u. a. das Debüt von Mephisto produziert hatte. Nominell aufgeführt als Produzent ist zudem Charly Rinne, ehemals erster Chefredakteur der Zeitschrift Metal Hammer und nun im Musikmanagement aktiv.
Veröffentlicht wurde das Album bei der Plattenfirma No Remorse Records, in deren Repertoire sich unter anderem Acts wie Blind Guardian, Heavens Gate oder Grinder befanden.

### Albumcover
Das Album-Cover ist ein Gemälde von Chris Foss, laut Randy Meinhard ein "Science-Fiction-Motiv, das angelehnt ist an das Gesicht New Yorks im Jahre 2000 (...), erstellt um 1950". Die Band hatte das Motiv bereits beim The die is cast-Demo verwendet.

## Rezeption
Im Metal Hammer vergab Dirk Schreiber 5 von 7 möglichen Punkten und resümierte: "Musikalisch zeigen sich Sacrosanct für Thrash-Verhältnisse überdurchschnittlich vielseitig. Die gut durchdachten Songstrukturen werden bestimmt von einer gelungenen Mischung aus progressen Techno-Arrangements und schnellen und abwechslungsreichen Gitarrenattacken." Höhepunkte seien Disputed Death, Skin to Skin sowie der Titelsong Truth Is - What Is.
Das Magazin Rock Hard bewertete Sacrosancts Debütalbum mit siebeneinhalb von zehn möglichen Punkten. Der spätere Herausgeber dieser Zeitschrift, Holger Stratmann, bilanzierte: „Die Platte enthält etwa so viele Riffs wie alle Slayer-Scheiben zusammen. (...) Exodus/Testament-mäßige E-Saiten-Orgien wechseln mit progressiv anmutenden Harmonien ab. (...) Die Gitarrenarbeit gehört ohne Zweifel zu den Pluspunkten des Quintetts. Ebenfalls zu gefallen weiß der rauhe Bay Area-Gesang (Souza/Godfrey lassen grüßen) von Shouter Michel. (...) Eine Platte für Thrasher mit Hang zum Technischen also, die aber weder Sepultura-Fans noch Progressiv-Metaller vollkommen zufriedenstellen wird.(...)“ Der Begriff Techno Thrash wurde mehrfach für Sacrosanct angewandt.
Anlässlich der Wiederveröffentlichung schrieb das Portal Metal-Temple: "Das Erstaunliche an den über das Album verteilten Gitarren-Riffs ist der Umstand, dass es jenseits des Durchschnitts sind, schließlich übergehen in technische, wenn man so will progressive Phasen, was sie abwechslungsreich macht zusammen mit den vielseitigen Songstrukturen." 8 von 10 Punkten vergab das Webzine Crossfire-Metal, und befand: "an den US Thrash Metal angelegt, aber sehr viel technischer und vertrackter gespielt; mehr so in Richtung Coroner, Deathrow, Despair und Anacrusis. (...) Die Produktion ist druckvoll und lässt alle Facetten der vielseitigen Musik im Focus. Trotz des hohen technischen Anspruchs verrennen sich die Niederländer nicht und nerven auch nicht mit überladenen Songs. Alles hält sich gekonnt die Waage. Ein kleiner, in Vergessenheit geratener Kracher!"

## Titelliste und Versionen

### LP

#### A-Seite
1. Dimension of Violence - 3:54
2. Execrated (They Will Be) - 5:19
3. Skin to Skin - 4:27
4. The Sickened Thrill - 5:16

#### B-Seite
1. Terminal Suicide - 4:24
2. Disputed Death - 3:39
3. Catalepsy - 4:07
4. Truth Is - What Is - 7:15

### CD (Originalveröffentlichung)
1. Dimension of Violence - 3:54
2. Execrated (They Will Be) - 5:19
3. Skin to Skin - 4:27
4. The Sickened Thrill - 5:16
5. Terminal Suicide - 4:24
6. Disputed Death - 3:39
7. The Die Is Cast - 4:57
8. Catalepsy - 4:07
9. Injured - 3:27
10. Truth Is - What Is - 7:15

### CD (remasterte Wiederveröffentlichung)
1. Dimension of Violence - 3:54
2. Execrated (They Will Be) - 5:19
3. Skin to Skin - 4:27
4. The Sickened Thrill - 5:16
5. Terminal Suicide - 4:24
6. Disputed Death - 3:39
7. The Die Is Cast - 4:57
8. Catalepsy - 4:07
9. Injured - 3:27
10. Truth Is - What Is - 7:15
11. Prophecies - 2:09
12. The Sickened Thrill - 5:25
13. Injured - 3:39
14. Disputed Death - 3:55

Die Stücke 11–14 stammen vom "The Die Is Cast"-Demo (1989) mit Marco Foddis am Schlagzeug.